# فار کرای ۶

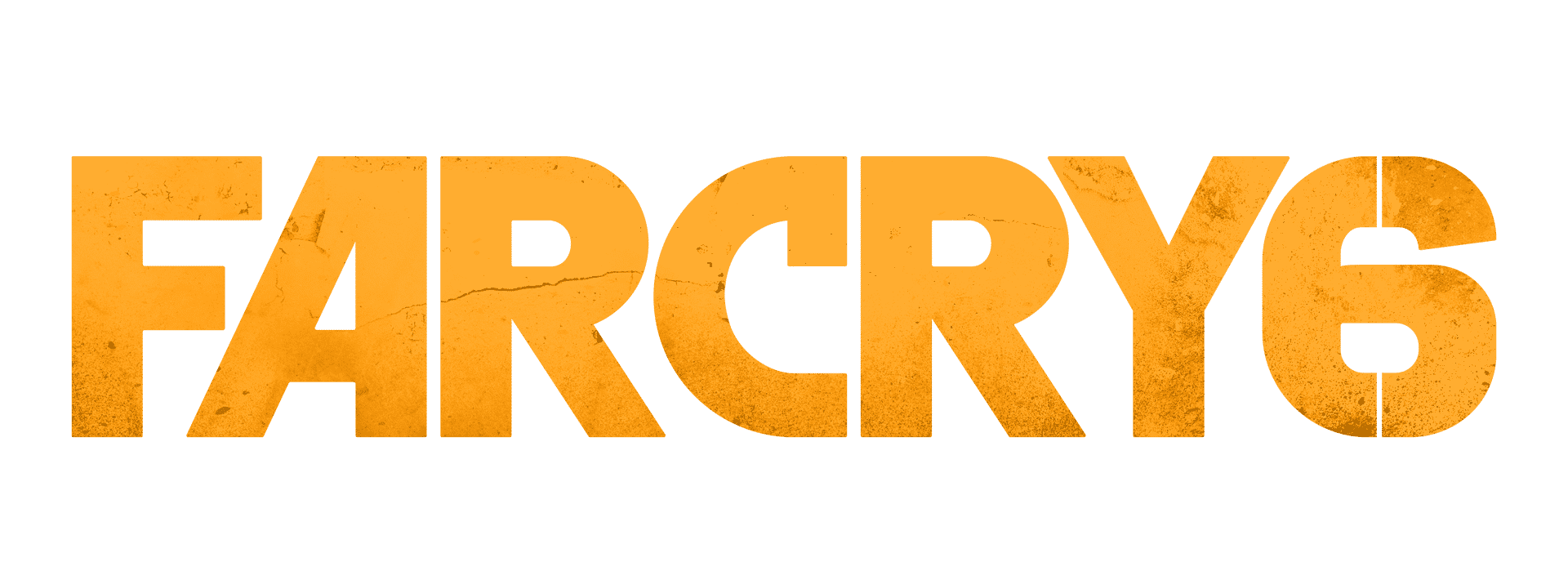

فار کرای ۶ (به انگلیسی: Far Cry 6) یک بازی ویدئویی در سبک اکشن-ماجراجویی و تیراندازی اول شخص است که توسط یوبی‌سافت مونترآل ساخته شده و به وسیلهٔ یوبی‌سافت در ۶ اکتبر ۲۰۲۱ برای مایکروسافت ویندوز، پلی‌استیشن ۴ پلی استیشن ۵ و اکس‌باکس وان اکس‌باکس سری اکس و سری اس و گوگل استادیا منتشر شد. این ششمین عنوان اصلی در مجموعه بازی‌های فار کرای محسوب می‌شود.